# Alamis plumipes
Alamis plumipes är en fjärilsart som beskrevs av Walker 1865. Alamis plumipes ingår i släktet Alamis och familjen nattflyn. Inga underarter finns listade i Catalogue of Life.